# استفان ملیاد
استفان ملیاد (به فرانسوی: Stéphane Méliade) شاعر، داستان‌کوتاه‌نویس و نویسنده قرن بیستم میلادی اهل فرانسه است.